# 緑川睦
緑川 睦（みどりかわ りく、1981年5月21日 - ）は、日本の俳優、劇作家、演出家。千葉県出身。

## 略歴
舞台版『裏切りは僕の名前を知っている』（VOL.2 - 3）で降織千紫郎を演じて以降、人気、認知度も上がり主演舞台や商業舞台などより大きな劇場公演の出演へと活動を広げている。
2017年3月にウチクリ内倉、図師光博と演劇ユニット・UZR（）を結成。
俳優業以外にも、俳優仲間などとのイベントを主催するなどの活動も行っている。

## 出演

### テレビドラマ
- ヤマトナデシコ七変化（TBS） - 舎弟ホスト 役

### バラエティ
- WALKING EYES アルクメデス（NHK総合）「NHK サスペンス劇場〜パン屋さん探偵焼きたて多美子〜」 - リク 役
- 真夜中の宣伝会議〜「映画ジャッジを世の中に広めよう」（フジテレビ） - 広瀬 役

### 舞台
- 『地下室ラプソディ〜変愛協奏曲〜今夜は歌って〜』（Geki地下Liberty） - 百口準 役
- 『異説疾風維新伝〜龍馬と駆け抜けた四日間〜』（萬劇場） - 沖田総司 役
- 『明日はあるのか？』（ウッディシアター中目黒） - 宇治田剛 役
- 『saigoノbansan』（青山円形劇場） - 神野心平 役
- 『曇天さん』（ポケットスクエア 劇場MOMO） - コーゾラット 役
- 『流れる雲よ』（全労済ホール／スペース・ゼロ） - 毛利昭典上等飛行兵曹 役
- 『ちはやぶる神の国』（俳優座劇場） - 滝川雪介 役
- 『GAME』（千本桜ホール） - 高橋大和 役
- 『おい！オヤジ。』（ポケットスクエア テアトルBONBON） - 友永善之 役
- 『be-BLUE』（SPACE107） - 矢沢 役
- 『舞台「裏切りは僕の名前を知っている」 VOL.2』（前進座劇場） - 降織千紫郎 役
- 『fleet+flight』（Geki地下Liberty）
- 『舞台「裏切りは僕の名前を知っている」 VOL.3』（シアター1010） - 降織千紫郎 役
- 『リーゼント総理』（ポケットスクエア ザ・ポケット） - 大室哲也 役
- 『さよならジョバンニ』（シアターサンモール） - パンダ / ザメリ 役
- 『ぶっ壊したい世界』（青山円形劇場） - 岩城雅喜 役
- 『ダルマ』（全労済ホール／スペース・ゼロ） - 堤 役
- 『ある苅屋くんの人生』（ポケットスクエア ザ・ポケット） - 主演：苅屋 役
- 『猫と犬の約束の燈』（紀伊國屋ホール） - 猫太 役
- タンバリンプロデューサーズ 第12回公演『舞台 鬼切丸』（吉祥寺シアター） - 覚丹 役
- 『恋唄』（ポケットスクエア 劇場HOPE)）
- 『ねぇ、ヒルガオが咲いてるよ』（シアターグリーン） - 皇椿 役
- 『彼女が服を着た理由』（SPACE107） - 香田久雄 役
- 『Beautiful Runner』（銀座みゆき館劇場） - 冴島正義 役
- 『天満月の猫』（笹塚ファクトリー） - 主演：レグルス 役
- 『BLACK10』（2014年2月5日 - 9日、全労済ホール／スペース・ゼロ） - 黒川長昌 役
- 『舞台「幕末奇譚 SHINSEN5 〜外伝〜」』（2014年4月9日 - 13日、銀座博品館劇場） - 山南敬助 役
- 『透明少女』（2014年6月25日 - 29日、新宿村LIVE） - 長友ユウ 役
- タンバリンステージ『舞台 鬼斬』（2014年12月18日 - 23日、新宿村LIVE） - ミロク 役
- 『MOSH008 恋する惑星』（2015年2月11日 - 15日、築地本願寺ブディストホール）
- GRASP produce vol.1『舞台「龍狼伝」』（2015年5月2日 - 6日、銀座博品館劇場） - 劉備 役
- 『役者、坂本龍馬。』（2016年1月20日 - 25日、ポケットスクエア テアトルBONBON） - 梅谷 役
- GRASP produce vol.4『舞台「龍狼伝」第二章』（2016年4月6日 - 10日、シアター1010） - 劉備 役
- 『イケメン戦国THE STAGE』 - 豊臣秀吉 役（『〜FINAL〜』除く）
  - 〜真田幸村編〜（2017年4月19日 - 23日、銀座博品館劇場）
  - 〜織田軍 VS “海賊”毛利元就編〜（2017年8月30日 - 9月3日、銀座博品館劇場）
  - 〜織田信長編〜（2018年4月5日 - 9日、シアター1010）
  - 〜FINAL〜（2024年8月12日、シアター1010） - 特別ゲスト[1]
- 『フルコンタクト！〜松風少年院・第七分院くすのき寮合唱団〜』（2017年5月3日 - 7日、萬劇場） - 天王寺咲人 役
- UZR 第一回本公演『えきものがたり』（2017年10月11日 - 15日、シアター・バビロンの流れのほとりにて） - 門脇 役[2]
- UZR 第二回本公演『雨宿りにコーヒーを』（2018年6月21日 - 26日、サンモールスタジオ） - 雨宮時男 役[3]
- 劇団バルスキッチン 第4回公演『青春フルスロットル』（2018年9月5日 - 9日、コフレリオ 新宿シアター） - 夏岡修造 役[4]
- 『舞台「NORN9 ノルン+ノネット」』（2018年10月17日 - 21日、草月ホール） - 結賀史狼 役
- 『忍法浪漫剣劇「百花百狼 〜戦国忍法帖〜」〜月下丸の章〜』（2018年12月13日 - 16日、全労済ホール／スペース・ゼロ） - 豊臣秀吉 役
- UZR 第三回本公演『彼は誰時の桜』（2019年3月29日 - 4月7日、サンモールスタジオ） - 河津伊右衛門 役[5]
- 『恋するアンチヒーロー』（2019年5月22日 - 26日、ポケットスクエア 劇場MOMO） - 佐々木 役[6]
- TBS SPARKLE×Age Global Networks『Three Rage』（2019年8月15日 - 18日、CBGKシブゲキ!!） - 相沢輝雪 役[7]
- UZR短編作品集『GIFT』（2019年11月20日 - 25日、高田馬場ラビネスト）[8]
- UZR 第四回本公演『クリスマスができるまで』（2019年12月18日 - 25日、コフレリオ 新宿シアター） - 星野三太郎 役[9]
- 『SHINOBI NOW!!』（2020年1月29日 - 2月2日、IMAホール） - 南光坊天海 役[10]
- 劇団バルスキッチン 第12回公演『ぬいぐるみスピリット』（2021年2月17日 - 21日、バルスタジオ） - タイ・ファーナー 役[11]
- 『Beautiful Runner』（2021年4月21日 - 25日、CBGKシブゲキ!!） - 冴島正義 役[12]
- SEPT Vol.10 ReAnimation ReUnion | ReVise（2021年5月21日 - 30日、こくみん共済 coop ホール／スペース・ゼロ） - 赤見沢 役[13]
- UZR 第五回本公演『この夏から一番遠い群青（）を探して』（2021年8月28日 -  9月6日、ポケットスクエア 劇場MOMO） - 丘見沢深司 役[14]
- 『夜行万葉録・未』（2021年10月13日 - 17日、バルスタジオ） - 関口羊助 役[15]
- 『ねぇ、ヒルガオが咲いてるよ。』（2021年11月3日 - 7日、バルスタジオ） - 皇椿 役
- 『舞台「ぼくらの七日間戦争」』（2022年2月4日 - 6日、東京建物 Brillia HALL） - 柿沼靖樹 役[16]
- 朗読劇『Wizards Storia -luceat-』（2022年4月28日 - 5月1日、DDD AOYAMA CROSS THEATER） - ランツ 役[17]
- 萬腹企画 14杯目『ハガネノコドウ A-E』（2022年5月19日 - 22日、あうるすぽっと） - 桔梗ソウマ  役[18][19]
- 劇団シアターザロケッツ プロデュース公演 vol.7『両家顔合わせ』（2022年6月15日 - 19日、ポケットスクエア ザ・ポケット） - 近藤芳紀 役[20]
- SEPT A Story of ReAnimation:ReverSing（2022年8月18日 - 22日、こくみん共済 coop ホール／スペース・ゼロ） - 赤見沢 役[21]
- 萬腹企画 15杯目『恋愛疾患特殊医療機 a-xブラスター』（2022年11月10日 - 13日、シアター・アルファ東京） - 海腹薫 役[22]
- UZR 第六回本公演『幾星霜、響く鐘』（2022年12月24日 - 28日、サンモールスタジオ） - 八神星路 役[23]
- SEPT presents『FATALISM ≠ Re:Another story』（2023年2月18日 - 26日、こくみん共済 coop ホール／スペース・ゼロ） - 堕印 役[24]
- 萬腹企画 16杯目『MAGIAGIA -マギアギア-』（2023年4月27日 - 30日、あうるすぽっと） - シュバルツ王 役[25]
- アメツチプロジェクト Re:flag vol.1『sacrifice』（2023年6月28日 - 7月2日、ポケットスクエア ザ・ポケット） - 伊勢 / ラートル 役[26]
- なおりく 第一回本公演『声。』（2023年8月23日 - 27日、バルスタジオ） - 南沢義弘 役[27]
- SEPT presents『DREAM TELLER』（2023年11月30日 - 12月3日、こくみん共済 coop ホール／スペース・ゼロ） - 久能歩人 役[28]
- NONE FACTORY 第一回本公演『メリークリスマス』（2023年12月21日 - 25日、バルスタジオ） - 赤井直続 役[29]
- 萬腹企画 17杯目『封印壊除』（2024年3月21日 - 25日、シアターグリーン BIG TREE THEATER） - 黒樹黒狐 役[30]
- なおりく 第二回本公演『間。』（2024年5月8日 - 12日、バルスタジオ） - 相沢樹 役[31]
- SEPT presents『WORLD BROKER』（2024年6月21日 - 30日、こくみん共済 coop ホール／スペース・ゼロ） - 堕印 役[32]
- 劇団シアターザロケッツ プロデュース公演 vol.10『雨のち晴れ』（2024年8月21日 - 25日、ポケットスクエア ザ・ポケット） - 五反田衛 役[33]
- 萬腹企画 18杯目『怨霊撲滅屋GB』（2024年11月13日 - 17日、新宿シアターモリエール） - ヴォルダー 役[34]
- なおりく 第三回本公演『時。』（2025年3月19日 - 23日、バルスタジオ） - 桜原真司、大魔王クロウ 役[35]
- SEPT presents『SANZ:0』（2025年5月1日 - 6日、こくみん共済 coop ホール／スペース・ゼロ） - ダイン 役[36]
- 萬腹企画 19杯目『恋愛疾患特殊医療機 a-xブラスター』（2025年7月16日 - 20日、六行会ホール） - 犬飼 役[37]
- SEPT fate to ReAnimation『Rebellion』（2025年10月3日 - 13日〈予定〉、こくみん共済 coop ホール／スペース・ゼロ）[38]